# Bijelo dugme (album)
A Bijelo dugme (nem hivatalos címén Kosovka djevojka) a Bijelo dugme hetedik sorlemeze, mely 1984-ben jelent meg a szarajevói Diskoton kiadónál. Katalógusszáma: LP 8155. Ez az első lemez, amin már Tifa énekel.

## Az album dalai

### A oldal
1. Hej Slaveni (1:33)
2. Padaju zvijezde (4:41)
3. Meni se ne spava (4:44)
4. Za Esmu (4:17)
5. Jer kad ostariš (5:42)

### B oldal
1. Lipe cvatu (4:01)
2. Pediculis pubis (4:28)
3. Aiaio radi radio (2:55)
4. Lažeš (3:47)
5. Da te Bogdo ne volim (5:12)

## Közreműködők
- Goran Bregović - gitár
- Mladen Vojičić Tifa - ének
- Zoran Redžić - basszus
- Ipe Ivandić - dob
- Vlado Pravdić - billentyűs hangszerek